# مروحي الذيل النيوزيلندي
مِروَحِيُّ الذَّيلِ النِّيوزِيلَندِي أو الرِّبْدُور النِّيوزِيلَندِي أو الرِّبْدُور السِّخَامِي (الاسم العلمي: Rhipidura fuliginosa)؛ هو طائر حاشر والنَّوع الوَحيد في نيوزيلندا من جنس مروحيات الذيل، يضُّمُّ النَّوع أربعَ نويَعاتٍ.